# 里德伯陨石坑
里德伯陨石坑（Rydberg）是位于月球背面南半部一座较大的撞击坑，约形成于32-11亿年前的爱拉托逊纪，其名称取自瑞典物理学家"约翰内斯·罗伯特·里德伯"(1854年-1919年)，1970年被国际天文学联合会批准接受。

## 描述

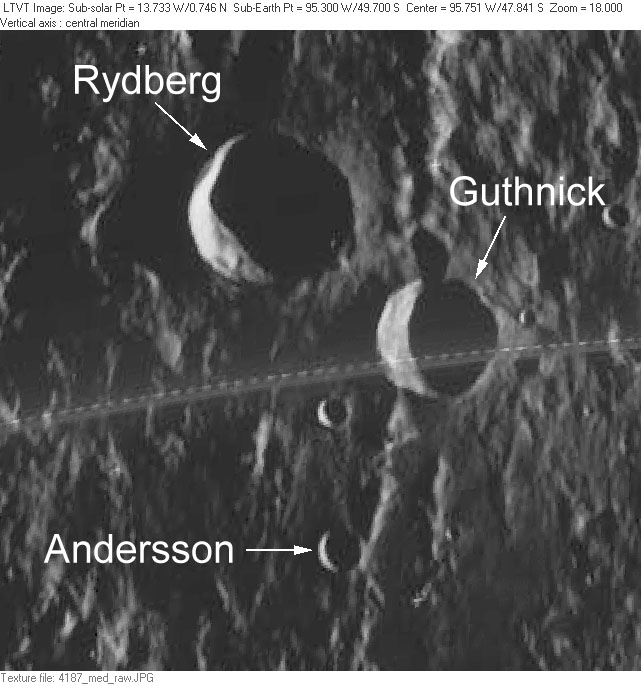
里德伯陨石坑周边，月球轨道器4号拍摄。

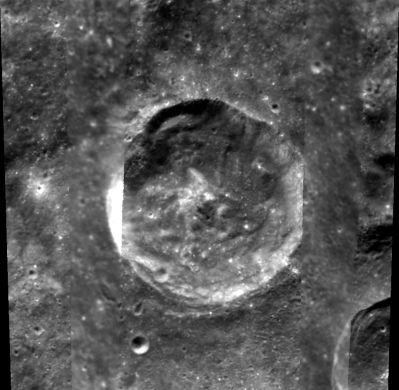
克莱门汀号拍摄的图像

该陨坑坐落在东方海南面的外侧喷发覆盖层之内，环周边分布了一系列均比它小的陨石坑，其中西北偏西及北面分别是直径43公里的芬伊陨石坑和16.7公里的海罗夫斯基陨石坑、东面为直径为26.8公里的卡塔兰陨石坑、而37公里的古特尼克陨石坑及13.4公里的安德逊陨石坑则位于它的东南和东南偏南。里德伯陨石坑的北面坐落了巨大的科迪勒拉山脉。该陨坑中心月面坐标为46°26′S 96°26′W / 46.43°S 96.43°W，直径48.03公里，深度约2.32公里。
里德伯陨石坑外观轮廓接近圆状，西北偏北侧略微外凸，坑壁边沿较为峻峭，南侧段稍有下凹。陨坑内侧壁仅显示少许阶地状结构痕迹，但沿坡底分布有一些崩塌形成的岩屑堆。里德伯陨石坑坑壁最大高出周边地形1110米，内部容积约1823公里3。坑内地表较为崎岖，中心处坐落了一道由斜长岩构成的带有南、北向叉岭的山脊。
该陨坑位于形成于酒海纪期，直径630公里的孟德尔-里德伯盆地内中部附近。

## 另请参阅
- Andersson, L. E.; Whitaker, E. A. . NASA RP-1097. 1982.
- Blue, Jennifer. . USGS. July 25, 2007  [2007-08-05]. （原始内容存档于2014-09-24）.
- Bussey, B.; Spudis, P. . New York: Cambridge University Press. 2004. ISBN 978-0-521-81528-4.
- Cocks, Elijah E.; Cocks, Josiah C. . Tudor Publishers. 1995. ISBN 978-0-936389-27-1.
- McDowell, Jonathan. . Jonathan's Space Report. July 15, 2007  [2007-10-24]. （原始内容存档于2018-12-25）.
- Menzel, D. H.; Minnaert, M.; Levin, B.; Dollfus, A.; Bell, B. . Space Science Reviews. 1971, 12 (2): 136–186. Bibcode:1971SSRv...12..136M. doi:10.1007/BF00171763.
- Moore, Patrick. . Sterling Publishing Co. 2001. ISBN 978-0-304-35469-6.
- Price, Fred W. . Cambridge University Press. 1988. ISBN 978-0-521-33500-3.
- Rükl, Antonín. . Kalmbach Books. 1990. ISBN 978-0-913135-17-4.
- Webb, Rev. T. W.  6th revised. Dover. 1962. ISBN 978-0-486-20917-3.
- Whitaker, Ewen A. . Cambridge University Press. 1999. ISBN 978-0-521-62248-6.
- Wlasuk, Peter T. . Springer. 2000. ISBN 978-1-85233-193-1.